# Селтик Парк
«Се́лтик Парк» (англ. Celtic Park) — футбольная арена в городе Глазго, Шотландия. Домашняя арена футбольного клуба «Селтик». 
Второй по вместительности стадион Шотландии после «Маррифилда».

## История
Оригинальный стадион был построен в 1888 году группой волонтёров. Первая игра состоялась 28 мая 1888 года против команды «Рейнджерс», в которой «Селтик» победил со счётом 5:2. В течение следующих трех лет «Селтик» решил построить новый стадион после того как годовая рента возросла с £50 до £450. Новый стадион был построен в 1892 году на месте неиспользуемого кирпичного завода напротив старого стадиона. Журналист, присутствовавший на открытии стадиона, описал это событие как «переезд из кладбища в рай», отсюда пошло прозвище стадиона «Paradise». Основная трибуна была спроектирована Арчибальдом Литчем, который спроектировал более 20 стадионов по всей Великобритании.
В 1938 году в матче первого дивизиона с командой «Рейнджерс» был зарегистрирован рекорд посещаемости — матч посетили 92 975 человек. В 90-е, когда на стадионе «Хэмпден Парк» проводилась реконструкция, «Селтик Парк» служил площадкой для нескольких кубковых финалов, более поздний из которых состоялся в 1998 году. Стадион также несколько раз использовался для матчей национальной сборной Шотландии, последний матч состоялся в 2006 году в рамках проведения отборочного цикла Евро 2008.

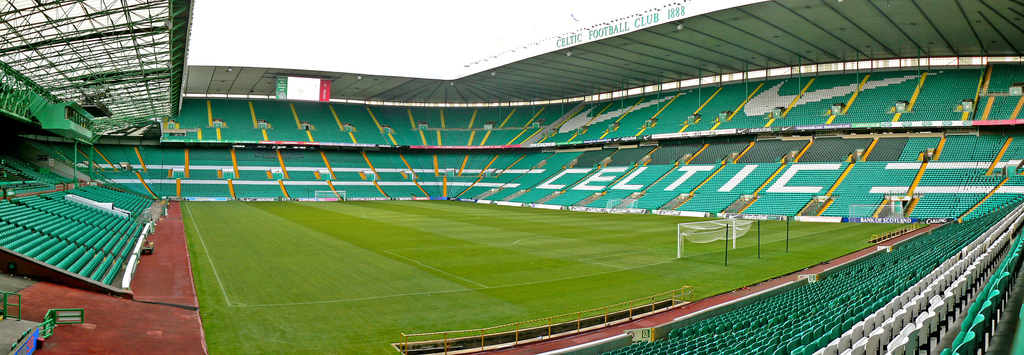
Панорамный вид стадиона